# T-84U Oplot
El T-84U Oplot es un carro de combate de origen ucraniano y es una variante del T-84.

## Descripción
El tanque cuenta con tres compartimentos: compartimento de control, en la proa; el compartimento de combate, en el centro y el compartimento del motor y la transmisión en la popa. El conductor está ubicado en el centro, la escotilla del conductor se eleva y gira a la derecha cuando se abre. Delante del conductor, hay tres dispositivos de visión de periscopio, el central de los cuales se puede reemplazar con un dispositivo de visión nocturna si es necesario. El comandante se coloca a la derecha y el artillero a la izquierda, cada uno con una escotilla de salida.

## Equipamiento y defensa
El tanque de batalla principal "Oplot" tiene un sistema de protección combinado que consiste en una armadura pasiva, protección dinámica incorporada y una serie de otros dispositivos de protección del tanque optimizados contra el daño del tanque moderno, lo que reduce significativamente la vulnerabilidad del tanque a todo tipo de armas antitanque.
La armadura del tanque Oplot, que tiene una moderna armadura multicapa y está montada en la torre y el cuerpo, un conjunto de protección dinámica incorporada de segunda generación proporciona al tanque un alto nivel de supervivencia en el campo de batalla. La armadura pasiva es una "torta de hojas" que consiste en láminas de armadura y materiales cerámicos que protegen perfectamente contra la mayoría de los daños actuales al aumentar significativamente la resistencia a la penetración y la probabilidad de que la armadura se rompa en la superficie interna.
En la parte frontal del cuerpo y la torre cuenta con blindaje reactivo explosivo del tipo Nizh de fabricación ucraniana, que proporciona protección contra proyectiles de carga hueca y munición de tipo flecha. Además del gabinete y la torre, los contenedores de protección dinámica incorporados también se instalan en los lados del frente del gabinete y brindan protección adicional para el compartimiento de control en los lados.
El sistema integrado de protección dinámica del tanque tiene un diseño modular, por lo que se puede reemplazar o actualizar fácilmente a medida que se mejoran las tecnologías de protección dinámica apropiadas. La armadura pasiva y la protección dinámica integrada proporcionan una protección superior contra las armas antitanque de última generación.
Como las armas antitanque que golpean el tanque desde el techo de la torre son una seria amenaza, el techo de la torre del Oplot entre la escotilla del comandante y el artillero está equipado con protección adicional contra tales medios.
Los costados del cuerpo del tanque tienen faldones de goma, que brindan protección adicional contra las armas manuales antitanque que tienen los soldados de infantería.
La capacidad de supervivencia del tanque Oplot también se ve reforzada por el complejo de contrapeso óptico-electrónico Warta y consiste en un sistema de advertencia de radiación láser (advierte contra la amenaza de daño inducido por láser), iluminadores de interferencia infrarroja y un sistema de humo. / cortina de aerosol.
El sistema de advertencia de radiación láser tiene un panel de control, unidad de control y cuatro cabezales de detección de rayo láser (dos cabezales de precisión montados frente al techo de la torre y dos cabezales montados en la torre del techo de popa) que responden al rayo láser del telémetro láser objetivos y municiones guiadas por láser de alta precisión. El sistema permite que la tripulación del tanque responda a tiempo a posibles amenazas.
Los iluminadores de interferencia infrarroja emiten una señal errónea para un sistema de guía de misiles guiados que se aproxima al producir continuamente señales codificadas de interferencia infrarroja. Esto hace posible interrumpir el avance de las municiones guiadas antitanque.
El sistema de cortina de humo puede funcionar como parte del complejo de silenciadores optoelectrónicos Warta o de forma autónoma. El sistema de cortina de humo tiene 12 lanzadores de granadas de humo y un control remoto con botones de inicio de granadas. Los lanzadores se controlan eléctricamente y se dividen en dos grupos, cada uno montado en la torre (derecha o izquierda) y con una carcasa de carenado. Las granadas se pueden disparar automáticamente (en el caso de recibir una señal del sistema de advertencia láser por parte del enemigo) o en modo manual (desde la posición de comandante o artillero).
Teniendo en cuenta la capacidad de las cámaras termográficas para proporcionar visibilidad a través de la pantalla de humo ordinaria y algunos otros obstáculos ópticos, se pueden usar granadas de aerosol en lugar del humo de humo para formar una cortina de aerosol a través de la cual las cámaras termográficas no pueden ver.
El T-84U también puede instalar una pantalla de humo inyectando combustible diésel en el sistema de escape del motor (es decir, utilizando el llamado equipo de gases de combustión).
Los dispositivos de monitoreo del tanque están diseñados de tal manera que el ojo del operador está protegido de los efectos nocivos de los rayos de los dispositivos láser del enemigo.
El sistema de protección colectiva protege a la tripulación y al equipo interior del tanque de la influencia de las armas de destrucción masiva: armas nucleares, polvo radiactivo, sustancias venenosas y bacteriológicas. El blindaje contra la radiación se realiza en forma de un latigazo en las superficies interior y exterior del tanque para proporcionar protección contra la radiación que surge de las explosiones nucleares. También se instala un sustrato, que reduce significativamente la probabilidad de daños a la tripulación y al interior del tanque como resultado de la división de la armadura de la superficie interior cuando el proyectil se inserta en el tanque.
A la derecha e izquierda del asiento del conductor hay pilotes que aumentan la estabilidad de la parte inferior del casco ante el impacto de una explosión antitanque.
En el desarrollo del diseño del "Baluarte", los desarrolladores prestaron mucha atención a la urgente necesidad de reducir la visibilidad (térmica, radar, acústica) del tanque. En particular, el compartimento de transmisión del motor del tanque tiene un sistema de reducción de la visibilidad térmica: el techo del compartimento de transmisión del motor está equipado con dispositivos de aislamiento especiales, lo que permite reducir la visibilidad térmica del tanque.
Para evitar la detección de un tanque en el campo de batalla por radar, el tanque tiene cobertura antirradar. La torre del tanque también está equipada con escudos de goma que cuelgan del frente de la torre y reducen la visibilidad del tanque del radar.
Se toman medidas importantes para proteger a la tripulación del tanque de los incendios dentro de la máquina: un sistema de extinción de incendios de alta velocidad garantiza la detección y extinción de incendios tanto en el compartimento de la tripulación como en el sistema de transmisión.

## Armamento
El armamento del Oplot consta de un cañón de 125 mm, una ametralladora pareada de 7,62 mm y una ametralladora antiaérea de 12,7 mm. La tripulación del tanque también tiene ametralladoras, granadas y una pistola de señales. El arma principal es un cañón de ánima lisa KBA-3 de 125 mm, alimentado por un cargador automático de tipo carrusel. 
El cañón está equipado con un extractor de gases, una carcasa térmica y está estabilizada en los planos vertical y horizontal. La caña del cañón es extraíble y puede reemplazarse en el campo sin necesidad de extraer todo el cañón del tanque. El actuador de la torre es eléctrico y el actuador del cañón es hidráulico. La torre gira 180 grados en menos de 5 segundos (la velocidad de rotación de la torre hacia el casco es de hasta 40 grados / segundo). En caso de emergencia tiene actuadores manuales.

#### Municiones
Dispone de 40 disparos de carga separada (proyectil y carga), 28 de los cuales se colocan en el carrusel del cargador automático. Siete disparos se encuentran en el cuerpo a la derecha del conductor, y cinco disparos más, en el compartimento blindado montado en la popa de la torre.
Tiene la posibilidad de disparar misiles guiados por láser y alcanzar objetivos a distancias de hasta 5000 m.
El lanzamiento de misiles puede llevarse en movimiento a un objetivo en movimiento (incluidos los helicópteros antitanque). El misil tiene una ojiva en tándem que le permite alcanzar objetivos equipados con blindaje reactivo, así como un moderno blindaje  multicapa.
Puede disparar una ametralladora combinada con el cañón desde la posición de un artillero o comandante. La ametralladora antiaérea se encuentra en la escotilla del comandante, tiene un control remoto y está diseñada para disparar a objetivos aéreos y terrestres con las escotillas cerradas del tanque desde el lugar del comandante. El ángulo vertical es de −5 ° a +70 °, horizontalmente en el rango de +/- 75 ° en el curso, o 360 ° con la torre del tanque. La ametralladora se estabiliza verticalmente en el rango de ángulo de −3 ° a + 20 °.

## Galería

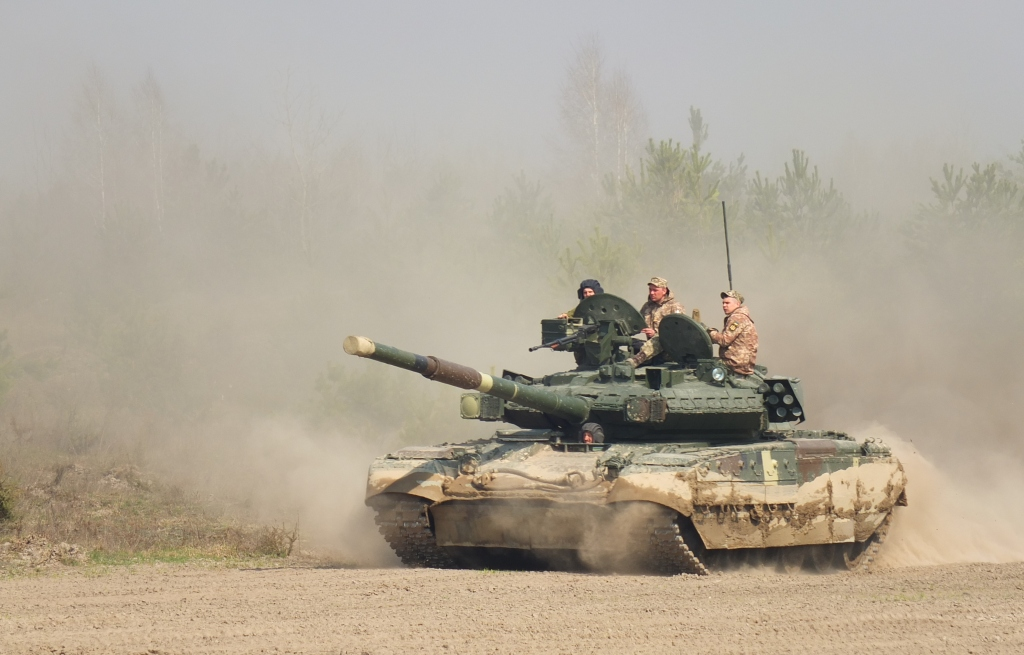
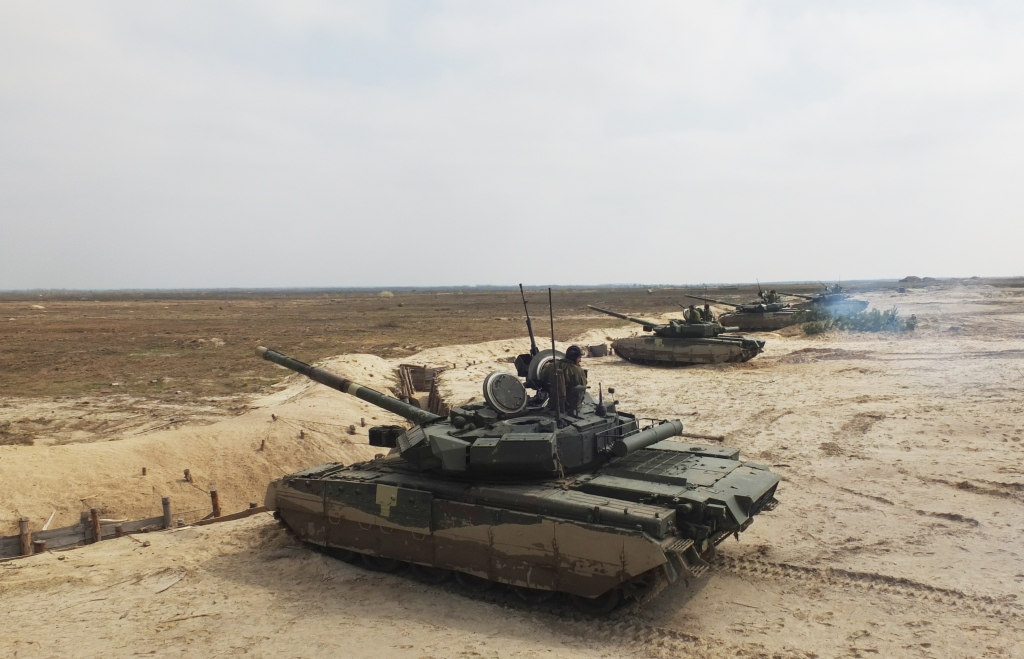
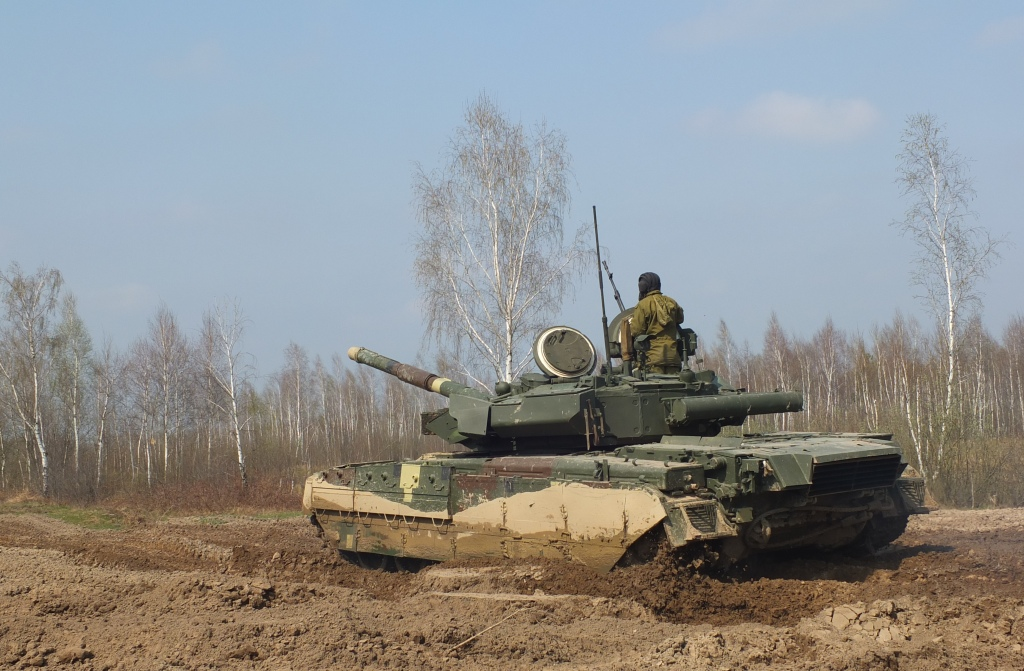
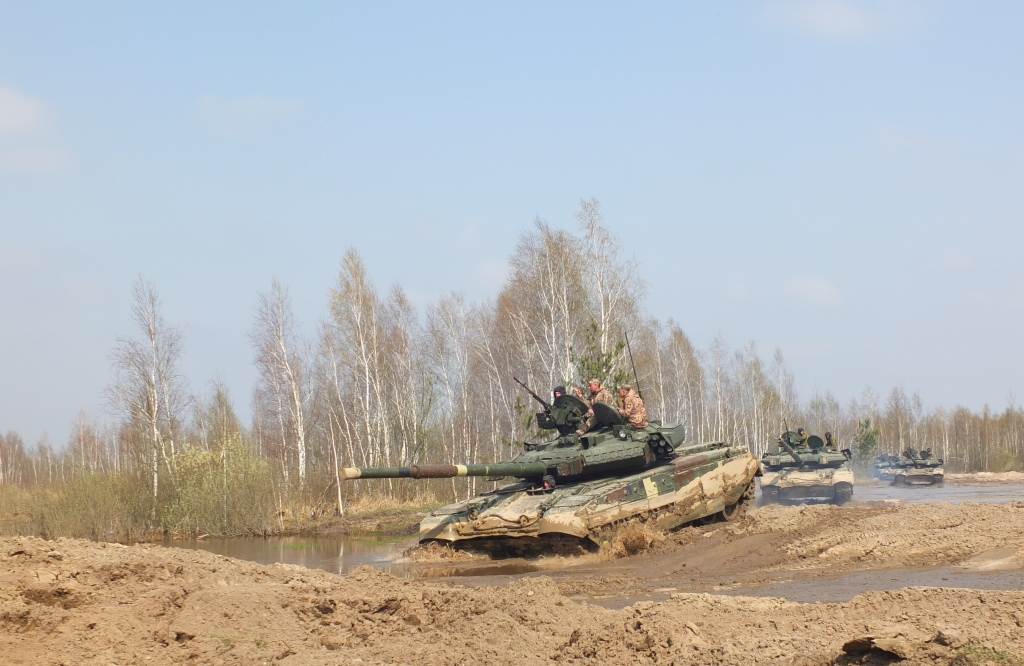

## Operadores
- Ucrania - 10 unidades (2015)[1]